# Inte värre än vanligt
Inte värre än vanligt är en novellsamling av den svenska författaren Gerda Antti, utgiven 1977 på bokförlaget Alba. Den kom att bli hennes genombrott.
Samlingen innehåller totalt fyra noveller där olika kvinnors liv och problem ställs i centrum. Miljön är den norrländska landsbygden och berättelserna präglas av folkhemslig vardagsrealism.
Inte värre än vanligt är en av titlarna i boken Tusen svenska klassiker (2009).

## Utgåvor
- Antti, Gerda (1977). Inte värre än vanligt. Stockholm: Alba. Libris 7642654. ISBN 91-7458-006-X
- Antti, Gerda (1979). Inte värre än vanligt. Bokklubben Svalan, 99-0120395-3 ([Ny utg.]). Stockholm: Bonnier. Libris 7145783. ISBN 91-0-043330-6
- Antti, Gerda (1981). Inte värre än vanligt. En bok för alla, 99-0130108-4 ([Ny utg.]). Stockholm: Litteraturfrämjandet. Libris 7641865. ISBN 91-7448-125-8
- Antti, Gerda (1993). Inte värre än vanligt ([Ny utg.]). Stockholm: Bonnier Alba. Libris 7247425. ISBN 91-34-51376-0
- Antti, Gerda (1994). Inte värre än vanligt. Storstilsbiblioteket, 99-0171405-2 ; 255 (Storstilsutg.). [Baambrugge]: [Grote letter bibliotheek] i samarbete med Bonnier Alba, Stockholm. Libris 1962448
- Antti, Gerda (1988). Inte värre än vanligt. MånPocket, 99-0184541-6 ([Ny utg.]). Stockholm: MånPocket. Libris 7654334. ISBN 91-7642-385-9
- (på obestämt språk) Inte värre än vanligt. Enskede: SRF Kassettbok. 1989. Libris 12104622. ISBN 91-7950-186-9
- Antti, Gerda (2010). Inte värre än vanligt. Johanneshov: TPB. Libris 12580141

### Fotnoter
1. ↑  ”Inte värre än vanligt'”. Libris.kb.se. http://libris.kb.se/hitlist?d=libris&q=Gerda+Antti+Inte+v%C3%A4rre+%C3%A4n+vanligt&f=simp&spell=true&hist=true&p=1. Läst 4 februari 2013.
2. 1 2 3  Gradvall et al 2009, nr. 483